# 聖戦 (映画)
『聖戦』（原題：聖戦風雲、英題：Undeclared War）は、1990年の香港映画。リンゴ・ラム監督のアクション・スリラー。

## キャスト
- ダニー・リー：ボン捜査官（大滝進矢）
- ピーター・シビス：ゲイリー（堀之紀）
- ヴァーノン・ウェルズ：ハンニバル（若本規夫）
- オリヴィア・ハッセー：レベッカ（佐々木優子）
- ロザムンド・クワン：アン（さとうあい）
- トミー・ウォン：タン捜査官
- デヴィッド・ヘディソン：アメリカ大使
- テレビ東京版吹替：1993年7月1日『木曜洋画劇場』

## あらすじ
ポーランドでアメリカ大使一家を殺害したテロ組織に所属するハンニバルとレベッカは、CIA捜査官であり大使の弟でもあるゲイリーに追われる。二人は香港に逃亡先するが、そこでレベッカが刑事のボンに武器調達の現行犯逮捕されてしまう。相棒のハンニバルはレベッカ釈放を要求し、それに応じなければテロを繰り返すという。卑劣なテロに立ち向かうべくゲイリーとボンは捜査方法の違いに意見が対立するも互いに協力し合わなければならなかった････。